# Margaromma doreyana
Margaromma doreyana är en spindelart som först beskrevs av Charles Athanase Walckenaer 1837.  Margaromma doreyana ingår i släktet Margaromma och familjen hoppspindlar. Inga underarter finns listade i Catalogue of Life.